# Eliseo Rivero
Eliseo Rivero Pérez (Montevideo, 1957. december 27. – ) uruguayi válogatott labdarúgó.

## Pályafutása

### Klubcsapatban
1976 és 1984 között a Danubióban játszott. 1985 és 1986 között a Peñarol játékosa volt, melynek tagjaként két (1985, 1986) bajnoki címet szerzett. 1986 és 1987 között az argentin Platense labdarúgója volt. 1987-ben a Defensor Sportingot erősítette. 1988-ban a Peñarolban fejezte be a pályafutását.   

### A válogatottban
1983 és 1986 között 7 alkalommal szerepelt az uruguayi válogatottban. Részt vett és az 1986-os világbajnokságon, ahol az Argentína elleni nyolcaddöntőben kezdőként lépett pályára. Tagja volt az 1983-as Copa Américán győztes válogatott keretének is.

## Sikerei
Peñarol
- Uruguayi bajnok (2): 1985, 1986

Defensor Sporting
- Uruguayi bajnok (1): 1987

Uruguay
- Copa América győztes (1): 1983